# 太保
太保（たいほ）は、かつて中国にあった官職。天子のもりやく。
『漢書』百官公卿表上によれば周においては太師、太傅、太保が三公と呼ばれ、天子を助け導き国政に参与する職であったとされる。
漢においては前漢の平帝の元始元年（西暦1年）、幼くして王莽らに擁立されて即位した平帝の補佐と教育のため太師、太傅、太保が置かれた。金印紫綬で、地位は大司馬、大司徒、大司空の三公より高く、太保は太師、太傅、太保の中で最も地位が低かった。太師、太傅、太保および少傅の四官を四輔と呼んだ。
前漢末および新の後は太保は置かれなかったが、晋において再度太師、太傅、太保を置いた。
それ以降の王朝でも太師、太傅、太保が置かれたが、総じてふさわしい者が居なければ空位とする名誉職であった。北魏では太師、太傅、太保を三師と呼んでいる。